# Alfred Sutro
Alfred Sutro (Londres, 7 d'agost de 1863 - 11 de setembre de 1933) va ser un escriptor anglès, dramaturg i traductor d'una sèrie d'obres d'èxit en el primer quart del segle 20. Sutro va fer les primeres traduccions en anglès de les obres de l'escriptor belga Maurice Maeterlinck.

## Obra dramàtica
- Women in love: eight studies in sentiment (1902)
- The laughing lady (1922)
- Far above rubies (1924)
- A man with a heart (1925)
- The desperate lovers (1927)